# Sv Phoenix
Sv Phoenix is als sportvereniging opgericht. De voornaamste sport is korfbal, maar er zijn ook jeu-de-boulers en klaverjassers actief.

## Vereniging
Phoenix is een vereniging van bijna vierhonderd leden. Een deel van de leden, maar ook de ouders van jeugdleden, zorgen er gezamenlijk voor dat er kan worden gekorfbald, gejeudebouled en geklaverjast. Ook zorgen al deze vrijwilligers ervoor, dat de kantine ’s avonds en in het weekend geopend is en onderhouden blijft. De bardiensten, het geven van training, het fluiten van wedstrijden, het begeleiden van ploegen tot het besturen van de vereniging wordt door vrijwilligers gedaan. Phoenix is als vereniging ingericht. Dat betekent dat de algemene ledenvergadering het hoogste orgaan is. Voor alle uitvoerende zaken zijn er commissies of werkgroepen. Hierin kunnen ook ouders van leden deelnemen. Van alles wat het bestuur, de commissies of werkgroepen doen wordt in de Omroep, het clubblad van Phoenix, melding gedaan.

## Historie
Sv Phoenix is op 15 juni 1921 opgericht in 's-Gravenhage. In mei 1981 verhuisde sv Phoenix naar de groeistad Zoetermeer. In 2021 bestaat sv Phoenix 100 jaar. Ter ere van het 100-jarig bestaan, wordt er documentatie verzameld en geplaatst in dit artikel.